# Conchobar Ruad mac Domnaill Móir Ua Briain
Conchobar Ruad mac Domnaill Móir Ua Briain  (mort en 1203) est  roi de Thomond de 1198 à 1203.

## Contexte
Lorsque Domnall Mor O'Brien meurt en 1194  le titre de roi de Munster disparait de jure avec lui. Son fils ainé  Muirchertach Finn lui succède comme souverain de Thomond mais un conflit éclate immédiatement avec ses deux frères cadet Conchobar Ruad et Donough Cairbreach O'Brien qui semble avoir l'appui des « Étrangers » et leur cousin Muirchertach mac Briain, le fils de Brian dit de Slieve Bloom aveuglé son frère par Domnall Mór en 1168. Le frère et homonyme du souverain Muirchertach Dall est aveuglé par les Étrangers Conchobar  Ruad, semble prendre le dessus en attaquant et ravageant le Thomond, allié avec les anglo-normands  et en s'emparant du royaume de Muirtertach en 1198. Muichertach est capturé par les « Étrangers » l'année suivante mais relâché dès 1200  Le règne de Conchobar Ruad est de courte durée, car en  1203 Guillaume de Bourg mène une expédition dans le Thomond contre Limerick, Conchobar intervient mais il est tué par les partisans de son frère déposé qui est restauré,

## Sources
- (en) Goddard Henry Orpen (Introduction de Seán Duffy), Ireland under the Normands 1169-1333, vol. IV, Dublin, Four Courts Press (réédition), 2005, 633 p. (ISBN 9781846828188), p. 211 Table of the descendants of Brian Boruma
- (en) T.W Moody, F.X. Martin,F.J. Byrne, Maps, Genealogies, Lists. A companion to Irish History part II, Oxford, Oxford University Press, coll. « A New History of Ireland » (no 9), 2011, 674 p. (ISBN 9780199593064), p. 152 Genealogical Tables O' Briens Ó Briain Kings and Ears of Thomond 1168-1657